# Kalven (Sorsele socken, Lappland, 726357-156097)
Kalven är en sjö i Sorsele kommun i Lappland och ingår i Umeälvens huvudavrinningsområde. Sjön har en area på 0,108 kvadratkilometer och ligger 468 meter över havet.

## Delavrinningsområde
Kalven ingår i det delavrinningsområde (726357-156107) som SMHI kallar för Mynnar i Storjuktan. Medelhöjden är 479 meter över havet och ytan är 4,04 kvadratkilometer. Räknas de 3 avrinningsområdena uppströms in blir den ackumulerade arean 21,82 kvadratkilometer. Vattendraget som avvattnar avrinningsområdet har biflödesordning 3, vilket innebär att vattnet flödar genom totalt 3 vattendrag innan det når havet efter 299 kilometer. Avrinningsområdet består mestadels av skog (93 procent). Avrinningsområdet har 0,11 kvadratkilometer vattenytor vilket ger det en sjöprocent på 2,6 procent.